# Mountain Lake (Ort, Minnesota)
Mountain Lake ist eine Kleinstadt (mit dem Status „City“) im Cottonwood County im mittleren Südwesten des US-amerikanischen Bundesstaates Minnesota. Das U.S. Census Bureau hat bei der Volkszählung 2020 eine Einwohnerzahl von 1.999 ermittelt.

## Geografie
Mountain Lake liegt am Mountain Lake, einem kleinen See am nordwestlichen Stadtrand. Die Stadt liegt auf 43°56′20″ nördlicher Breite und 94°55′47″ westlicher Länge und erstreckt sich über 4,01 km².
Benachbarte Orte von Mountain Lake sind Comfrey (20,9 km nördlich), Darfur (19,6 km nordöstlich), Butterfield (12,5 km östlich), Odin (23,7 km südöstlich) und Bingham Lake (10,5 km südwestlich).
Die nächstgelegenen größeren Städte sind Minneapolis (216 km nordöstlich), Minnesotas Hauptstadt Saint Paul (230 km in der gleichen Richtung), Rochester (225 km östlich), Iowas Hauptstadt Des Moines (385 km südöstlich), Omaha in Nebraska (375 km südsüdwestlich), Sioux Falls in South Dakota (163 km westsüdwestlich) und Fargo in North Dakota (412 km nordnordwestlich).

## Verkehr
In West-Ost-Richtung verläuft die Minnesota State Route 60 als Hauptstraße durch das Stadtgebiet. Entlang des südlichen Stadtrands verläuft eine Umgehungsstraße für den Fernverkehr auf der MN 60. Alle weiteren Straßen innerhalb von North Mankato sind untergeordnete Fahrwege oder innerstädtische Verbindungsstraßen.
Parallel zur MN 60 verläuft eine Eisenbahnlinie der Union Pacific Railroad durch das Stadtzentrum von Montain Lake.
Der Windom Municipal Airport liegt 15,8 km westsüdwestlich von Mountain Lake. Der nächste Großflughafen ist der Minneapolis-Saint Paul International Airport (211 km nordöstlich).

## Demografische Daten
Nach der Volkszählung im Jahr 2010 lebten in Mountain Lake 2104 Menschen in 829 Haushalten. Die Bevölkerungsdichte betrug 524,7 Einwohner pro Quadratkilometer. In den 829 Haushalten lebten statistisch je 2,48 Personen.
Ethnisch betrachtet setzte sich die Bevölkerung zusammen aus 82,8 Prozent Weißen, 0,8 Prozent Afroamerikanern, 0,2 Prozent amerikanischen Ureinwohnern, 10,3 Prozent Asiaten, 0,1 Prozent Polynesiern sowie 3,9 Prozent aus anderen ethnischen Gruppen; 1,9 Prozent stammten von zwei oder mehr Ethnien ab. Unabhängig von der ethnischen Zugehörigkeit waren 10,7 Prozent der Bevölkerung spanischer oder lateinamerikanischer Abstammung.
27,6 Prozent der Bevölkerung waren unter 18 Jahre alt, 51,7 Prozent waren zwischen 18 und 64 und 20,7 Prozent waren 65 Jahre oder älter. 51,3 Prozent der Bevölkerung war weiblich.

Das mittlere jährliche Einkommen eines Haushalts lag bei 47.350 USD. Das Pro-Kopf-Einkommen betrug 18.558 USD. 6,2 Prozent der Einwohner lebten unterhalb der Armutsgrenze.